# Можгинская волость
Можгинская волость — административно-территориальная единица в составе Елабужского уезда Вятской губернии, с 1921 года — Можгинского уезда Вотской АО. Упразднена постановлением Президиума ВЦИК от 15 июля 1929 года, территория волости вошла в состав Можгинского района.
Волостное правление располагалось в селе Можга.

## История

### Елабужский уезд
Можгинская волость образована в 1859 году, при разделе Кватчинской волости. На 1879 год в волости числилось 4550 ревизских душ казённых крестьян и 456 душ удельных крестьян. В 1885 году волость включала 25 сельских общества, 25 поземельных общин, 50 селения, 1312 дворов. По семейным спискам в волости числилось 6469 душ мужского пола и 7062 женского. Важнейшие населённые пункты: Можга (Бусормань-Можга), Алнецкий-Качка, Биляр, Ныши-Какси (Большие Сибы), Поршур (Поршур-Какси) и Сюги-Пудга (Большая Пудга).
27 марта 1919 года Елабужский уезд вместе с Можгинской волостью был передан в Казанскую губернию.
18 июня 1920 года Можгинская волость Елабужского уезда была возвращена в Вятскую губернию.
| Характеристика              | 1894 год | 1900 год | 1905 год | 1909 год | 1916 год |
| --------------------------- | -------- | -------- | -------- | -------- | -------- |
| Численность населения       | 18 765   | 20 672   | 20 861   | 15 224   | 15 003   |
| Количество сельских обществ | 28       | 30       | 22       | 22       | 25       |
| Количество селений          | 69       | 68       | 55       | 55       | 64       |
| Количество дворов           | 3090     | 3127     | 3241     | 2345     | 2566     |

### Можгинский уезд

Волости Можгинского уезда, 1923 год.

5 января 1921 года, в связи с образованием Вотской АО, в северной части упразднённого Елабужского уезда образован Можгинский уезд, в состав которого среди прочих входит и Можгинская волость. В 1924 году Можгинская волость укрупнена за счёт упразднённых Билярской, Больше-Пудгинской и Поршурской волостей, в том же году проводится реорганизация сельсоветов, волость разделена на Большепудгинский, Можгинский, Нижнекватчинский, Поршурский, Почешур-Каксинский, Сюгинский и Ягул-Каксинский сельсоветы. В 1925 году было проведено разукрупнение сельсоветов, дополнительно были образованы: Вотско-Сюгаильский, Комяковский, Нижневишурский, Русско-Сибинский, Старокаксинский и Сунцовский сельсоветы.
Можгинская волость упразднена постановлением Президиума ВЦИК от 15 июля 1929 года, территория волости вошла в состав Можгинского района.

## Состав
Можгинская волость Елабужского уезда в VIII ревизской сказке 1834 года (Источник: Ревизские сказки Вятской губернии Елабужского уезда Можгинской волости о ясашных новокрещеных вотяках 1834 года. НА РТ. 3-2-536)
| №  | тип н.п.           | н.п. | статус населения                  | № файла на ЕАИС | листы в документе | к-во дворов | муж. пол к-во душ по последней РС | муж. пол к-во выбывш. душ | муж. пол к-во душ на лицо | жен.пол в отлучке | жен. пол к-во душ на лицо |
| -- | ------------------ | --- | --------------------------------- | --------------- | ----------------- | ----------- | --------------------------------- | ------------------------- | ------------------------- | ----------------- | ------------------------- |
| 1  | деревня            | Нижний Сирьез | из вотяков новокрещен             | 5               | от1-12            | 33          |                                   |                           | 140                       |                   | 147                       |
| 2  | деревня            | Писеева | ясашных из вотяков новокрещен     | 18              | 12а-20            | 22          |                                   |                           | 107                       |                   | 99                        |
| 3  | починок            | Большой Березник | ясашных из вотяков новокрещен     | 27              | 20а-28            | 23          |                                   |                           | 85                        |                   | 13                        |
| 4  | деревня            | Кватчи Можга | ясашных из вотяков новокрещен     | 35              | 28а-35            | 20          |                                   |                           | 70                        |                   | 105                       |
| 5  | деревня            | Чежесь Какся | ясашных из вотяков новокрещен     | 44              | 36а-40            | 8           |                                   |                           | 36                        |                   | 48                        |
| 6  | деревня            | Чежибаш | ясашных из вотяков новокрещен     | 49              | 40а-45            | 12          |                                   |                           | 44                        |                   | 49                        |
| 7  | деревня            | Кибья втораго Усада | ясашных из вотяков новокрещен     | 56              | 46а-52            | 22          |                                   |                           | 69                        |                   | 79                        |
| 8  | деревня            | Шурсак Кибья | ясашных из вотяков новокрещен     | 63              | 52а-58            | 27          |                                   |                           | 78                        |                   | 83                        |
| 9  | деревня            | Шурсак Копка | ясашных из вотяков новокрещен     | 70              | 58а-66            | 27          |                                   |                           | 81                        |                   | 87                        |
| 10 | деревня            | Зобнина | ясашных из вотяков новокрещен     | 79              | 66а-72            | 10          |                                   |                           | 64                        |                   | 61                        |
| 11 | деревня            | Юри Бугрышева | ясашных из вотяков новокрещен     | 86              | 72а-82            | 32          |                                   |                           | 128                       |                   | 136                       |
| 12 | деревня            | Нижние Юри | ясашных из вотяков новокрещен     | 97              | 82а-94            | 36          |                                   |                           | 155                       |                   | 161                       |
| 13 | деревня            | Туташева | ясашных из вотяков новокрещен     | 110             | 94а-102           | 24          |                                   |                           | 82                        |                   | 97                        |
| 14 | деревня            | Кибья слывет Большей | ясашных из вотяков новокрещен     | 119             | 102а-112          | 38          |                                   |                           | 121                       |                   | 122                       |
| 15 | деревня            | Кибья третьего Усада | ясашных из вотяков новокрещен     | 130             | 112а-119          | 18          |                                   |                           | 67                        |                   | 70                        |
| 16 | деревня            | по речке Тойме | ясашных из вотяков новокрещен     | 139             | 121а-135          | 55          |                                   |                           | 213                       |                   | 219                       |
| 17 | деревня            | Юбери | ясашных из вотяков новокрещен     | 156             | 136а-146          | 33          |                                   |                           | 108                       |                   | 143                       |
| 18 | деревня            | Малые Юбери | ясашных из вотяков новокрещен     | 167             | 146а-150          | 14          |                                   |                           | 50                        |                   | 46                        |
| 19 | деревня            | Ягул Какси | ясашных из вотяков новокрещен     | 172             | 150а-157          | 30          |                                   |                           | 114                       |                   | 118                       |
| 20 | деревня            | Большая Какся | ясашных из вотяков новокрещен     | 181             | 157а-163          | 20          |                                   |                           | 59                        |                   | 59                        |
| 21 | деревня            | по речке Юртошур | ясашных из вотяков новокрещен     | 188             | 163а-169          | 22          |                                   |                           | 84                        |                   | 65                        |
| 22 | деревня            | Большая Какся себе усадом                                                                                               | ясашных из вотяков новокрещен     | 195             | 169а-173          | 10          |                                   |                           | 31                        |                   | 30                        |
|    | деревня            | Большая Какся себе усадом                                                                                               | крестьяне [русские]               | 200             | 173а-176          | 1           |                                   |                           | 37                        |                   | 30                        |
| 23 | деревня            | Верхней Какси | из вотяков новокрещен             | 5               | 177а-179          | 3           |                                   |                           | 7                         |                   | 8                         |
| 24 | деревня            | Верхняя Вало Какся | из вотяков новокрещен             | 8               | 179а-186          | 27          |                                   |                           | 85                        |                   | 95                        |
| 25 | деревня            | Какся себе усадом | из вотяков новокрещен             | 16              | 186а-195          | 29          |                                   |                           | 111                       |                   | 110                       |
| 26 | деревня            | Альмач Какся | из вотяков новокрещен             | 25              | 195а-197          | 4           |                                   |                           | 9                         |                   | 12                        |
| 27 | деревня            | Яги Какся | ясашных из вотяков новокрещен     | 28              | 197а-201          | 7           |                                   |                           | 29                        |                   | 28                        |
| 28 | деревня            | Ныши Какся | ясашных из вотяков новокрещен     | 33              | 201а-211          | 43          |                                   |                           | 143                       |                   | 151                       |
| 29 | деревня            | Почешур Какся | из вотяков новокрещен             | 44              | 211а-223          | 44          |                                   |                           | 164                       |                   | 167                       |
| 30 | деревня            | Ошмесь | ясашных из вотяков новокрещен     | 58              | 223а-232          | 30          |                                   |                           | 125                       |                   | 135                       |
| 31 | деревня            | Поршур Какся | ясашных из вотяков новокрещен     | 69              | 232а-240          | 23          |                                   |                           | 110                       |                   | 121                       |
| 32 | деревня            | Большой Ключ Ныши Какси                                                                                                 | из вотяков новокрещен             | 78              | 240а-246          | 10          |                                   |                           | 43                        |                   | 48                        |
| 33 | деревня            | по речке Сюга Пудга | ясашных из вотяков новокрещен     | 85              | 246а-255          | 28          |                                   |                           | 124                       |                   | 116                       |
| 34 | село               | Бусорман Можга | ясашных из вотяков новокрещен     | 95              | 255а-265          | 58          |                                   |                           | 192                       |                   | 218                       |
| 35 | деревня            | Чебершур | ясашных из вотяков новокрещен     | 106             | 265а-273          | 30          |                                   |                           | 100                       |                   | 104                       |
| 36 | деревня            | Верхний и Нижний Вишур                                                                                                  | ясашных из вотяков новокрещен     | 115             | 273а-280          | 25          |                                   |                           | 93                        |                   | 105                       |
| 37 | деревня            | Валодор | из вотяков новокрещен             | 124             | 281а-287          | 13          |                                   |                           | 47                        |                   | 50                        |
|    | деревня            | Володор Можга (самовольно вновь поселившиеся)                                                                           | экономические крестьяне           | 237             | 373а-375          | 3           |                                   |                           | 14                        |                   | 14                        |
| 38 | починок            | Малая Копка [нет разворота №1-3 при правильной архивной нумерации листов]                                               | ясашных из вотяков новокрещен     | 131             | 287а-289          | 7           |                                   |                           | 39                        |                   | 45                        |
| 39 | починок            | Калтымак | экономические и ясашные крестьяне | 135             | 289а-295          | 18          |                                   |                           | 73                        |                   | 101                       |
| 40 | починок            | Никольский на вершине реки Валы                                                                                         | экономические крестьяне           | 143             | 296а-304          | 18          |                                   |                           | 84                        |                   | 115                       |
| 41 | починок            | Никольской Малая Сюга тож                                                                                               | экономические и ясашные крестьяне | 152             | 304а-309          | 16          |                                   |                           | 82                        |                   | 88                        |
| 42 | деревня            | на речках Бубшур и Нальюр                                                                                               | из вотяков новокрещен [и русских] | 158             | 309а-311          | 3           |                                   |                           | 7                         |                   | 3                         |
| 43 | деревня            | по речке Келяшур | ясашных из вотяков новокрещен     | 161             | 311а-315          | 10          |                                   |                           | 39                        |                   | 52                        |
| 44 | починок            | новопоселившийся починок при речках Кайшур и Ныша на правой стороне                                                     | экономические крестьяне           | 166             | 315а-318          | 5           |                                   |                           | 26                        |                   | 34                        |
|    | [на левой стороне] | экономические крестьяне                                                                                                 |                                   | 320-321         | 6                 |             |                                   | 30                        |                           | 27                |                           |
| 45 | село               | вновь заведенное прежде бывшаго починка Чабакова, а ныне села Биляра по течению реки Валы на обоих сторонах реки Биляра | ясашные крестьяне                 | 175             | 323а-331          | 21          |                                   |                           | 77                        |                   | 112                       |
| 46 | починок            | Козмодамианский [новопоселённый, выписанные из Тойминской волости]                                                      | ясашные крестьяне                 | 184             | 331а-335          | 111         |                                   |                           | 50                        |                   | 52                        |
| 47 | починок            | вновь поселившийся починок по речке Сюга Можга                                                                          | экономические и ясашные крестьяне | 189             | 335а-343          | 21          |                                   |                           | 92                        |                   | 95                        |
| 48 | деревня            | Сюга Какся [бывшая в Малмыжском уезде]                                                                                  | из вотяков новокрещен             | 198             | 343а-348          | 19          |                                   |                           | 69                        |                   | 61                        |
| 49 | починок            | вновь поселившийся называемый Санникова                                                                                 | экономические крестьяне           | 205             | 349а-356          | 14          |                                   |                           | 65                        |                   | 86                        |
| 50 | починок            | новопоселившийся на речке Сибинке                                                                                       | крестьяне [русские]               | 214             | 357а-359          | 2           |                                   |                           | 5                         |                   | 8                         |
| 51 | починок            | вновь поселившийся починок Гущинское займище на ключе Муркошмесь                                                        | экономические крестьяне           | 217             | 359а-362          | 4           |                                   |                           | 13                        |                   | 20                        |
| 52 | починок            | вновь поселившийся починок Новая Ключевка                                                                               | ясашные крестьяне                 | 222             | 363а-369          | 18          |                                   |                           | 71                        |                   | 75                        |
| 53 | починок            | Новомакаровский [новопоселившийся]                                                                                      | экономические крестьяне           | 229             | 369а-373          | 17          |                                   |                           | 45                        |                   | 62                        |
|    |                    | 53 селения |                                   |                 |                   | 1224        |                                   |                           | 4286                      |                   | 4585                      |